# Casandria semilinea
Casandria semilinea là một loài bướm đêm trong họ Noctuidae.